# Rita Mohr-Lüllmann

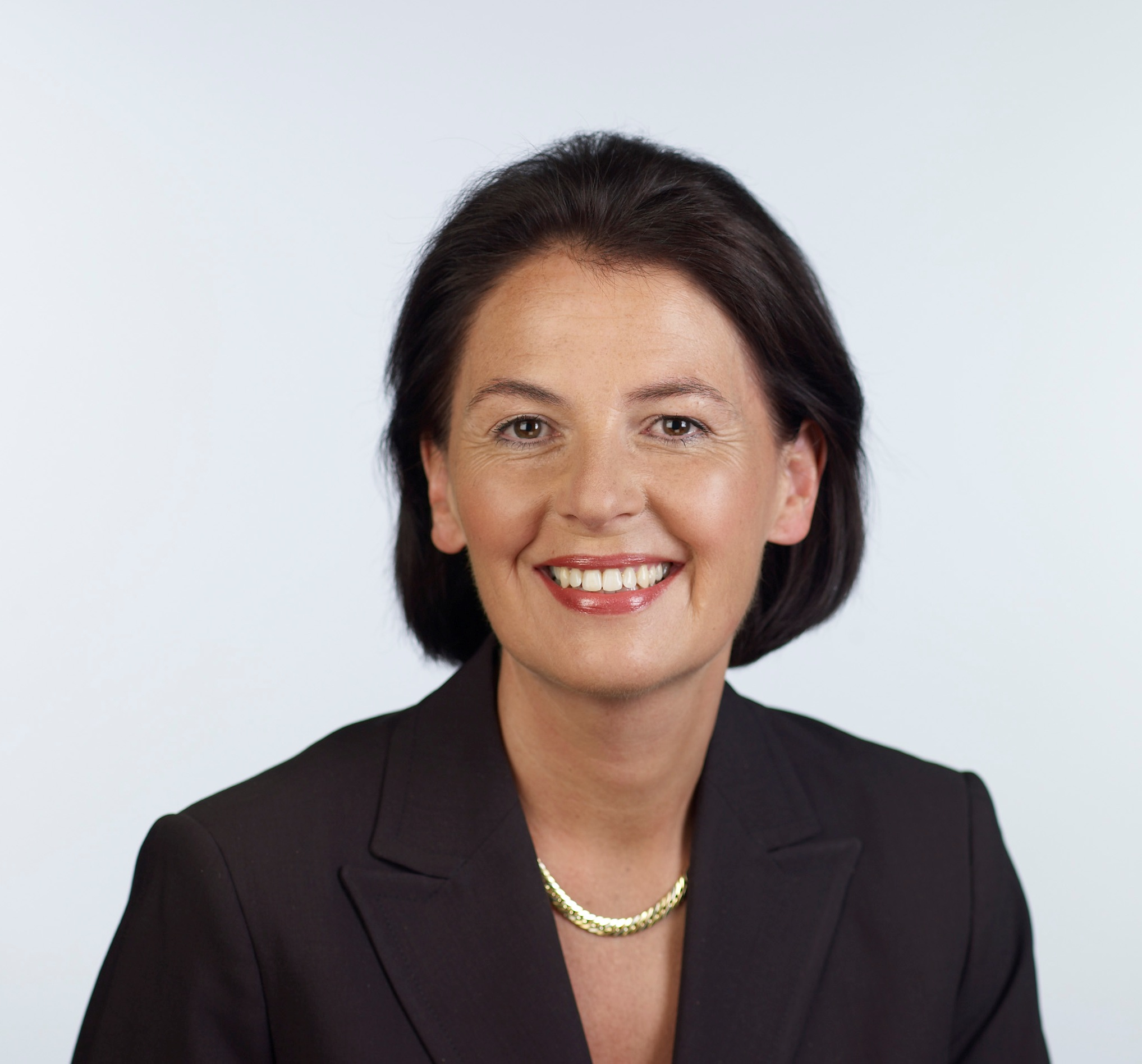
Rita Mohr-Lüllmann (2009)

Rita Mohr-Lüllmann (* 14. März 1957 in Altena) ist eine deutsche Politikerin (CDU, CSU). Sie war von 2003 bis 2012 Abgeordnete in der Bremischen Bürgerschaft. Sie trat als Spitzenkandidatin der CDU Bremen zur Bürgerschaftswahl in Bremen 2011 gegen Amtsinhaber Jens Böhrnsen (SPD) an. Von 2011 bis 2012 war sie Landesvorsitzende der CDU Bremen. 2013 trat sie zur CSU über.

## Biografie

### Ausbildung und Beruf
Mohr-Lüllmann studierte Chemie und Pharmazie an der Universität Bremen (1979–1981) und der Universität Braunschweig (1981–1984). Ab 1985 war sie als approbierte Apothekerin und Kontrollleiterin in der pharmazeutischen Industrie tätig. 1991 gründete sie das Institut für pharmazeutische Analytik in Bremen und machte sich damit selbstständig. 1994 wurde sie Fachapothekerin im Bereich pharmazeutische Analytik. 1995 promovierte sie an der Universität Bremen zum Dr. rer. nat. Seit 1997 ist sie vereidigte Sachverständige in Bremen für die Abgrenzungsproblematik bei Arzneimitteln, Kosmetika und Lebensmitteln. Seit 2008 ist sie als Beraterin tätig bei der DG pharmaSolutions, München.
Mohr-Lüllmann ist verheiratet und hat zwei Söhne. Sie hat Wohnsitze in Bremen und München.

### Politik
Mohr-Lüllmann war ab 2001 Mitglied der CDU. Sie wurde im Juni 2003 in die Bremische Bürgerschaft gewählt. Sie war stellvertretende Landesschatzmeisterin und seit Juli 2007 stellvertretende CDU-Fraktionsvorsitzende.
2009 kandidierte Mohr-Lüllmann als Direktkandidatin für den Bundestag im Wahlkreis 55 (Bremen Stadt). Mit einem Wahlergebnis von 28,7 % der Erststimmen war sie dem Gewinn eines Direktmandats im Deutschen Bundestag so nah wie nie zuvor ein CDU-Kandidat in Bremen.
Im Mai 2010 wurde Mohr-Lüllmann zur stellvertretenden Landesvorsitzenden gewählt und im Herbst 2010 zur CDU-Spitzenkandidatin bei den Bürgerschaftswahlen 2011 gewählt und damit zur Kontrahentin des amtierenden Bürgermeisters Jens Böhrnsen (SPD). Bei der Bürgerschaftswahl konnte sie jedoch Böhrnsen nicht abzulösen.
Im Herbst 2011 kündigte sie vor dem Hintergrund der innerparteilichen Diskussion um den Führungsstil des Landesvorsitzenden Thomas Röwekamp ihre Kandidatur für den Landesvorsitz an und wurde in einer Mitgliederbefragung im Dezember mit deutlicher Mehrheit von den Mitgliedern gegen Röwekamp für die im Frühjahr 2012 stattfindende Wahl unterstützt. Nach dem Rücktritt von Röwekamp wählte der CDU-Landesvorstand Mohr-Lüllmann im Dezember 2011 zur kommissarischen Landesvorsitzenden und der Landesparteitag im März 2012 zur Landesvorsitzenden.
Mohr-Lüllmann sprach sich im April 2012 generell gegen die umstrittenen Pläne der CDU-geführten Bundesregierung zur Einführung eines Betreuungsgelds für Familien aus, die das staatliche Angebot zur Kinderbetreuung nicht nutzen. Das Geld werde dringender für den Ausbau der Ganztagsbetreuung für Kinder gebraucht.
Im Oktober 2012 trat sie infolge eines innerparteilichen Streits im Vorfeld der Bundestagswahl 2013 vom Amt der CDU-Landesvorsitzenden zurück. Auch ihr Bürgerschaftsmandat legte sie zum Jahresende 2012 nieder.
Im Herbst 2013 trat Mohr-Lüllmann, die einen Wohnsitz in Bremen und in München hat und nun vor allem in Bayern arbeitet, zur CSU über.

### Mitgliedschaften und Ämter
- Aufsichtsratsmitglied des Caritasverbandes Bremen
- 2. Vorsitzende vom Verein Western Kids
- Vizepräsidentin der Apothekerkammer Bremen
- Vorsitzende der Deutschen Pharmazeutischen Gesellschaft